# Sharon Creech
Sharon Creech (ur. 29 lipca 1945 w South Euclid) – amerykańska autorka literatury dziecięcej.

## Życiorys
Ukończyła studia licencjackie w Hiram College i magisterskie w George Mason University. W 1979 przeprowadziła się do Anglii. Uczyła angielskiego w tamtejszym liceum i w The American School in Switzerland (TASIS).

## Życie prywatne
Ma trzech braci (Dennisa, Douga i Toma) i siostrę (Sandy), są oni pierwowzorami bohaterów jej powieści: Absolutnie zwyczajny chaos i Ruby Holler. Jej babcia, z kolei, pojawia się w powieści Granny Torrelli Makes Soup. Mąż; Lyle Rigg, był dyrektorem Pennington School w Pennington w New Jersey. Mają dwoje dzieci; Roba i Karin.

## Nagrody
W 1995 roku, za powieść Dwa obroty Księżyca otrzymała nagrodę Newbery Medal. Powieść Ruby Holler natomiast, została w 2001 nagrodzona Newbery Honor, a w 2002 Carnegie Medal.

## Dzieła
- Absolutely Normal Chaos (1990) (wyd. pol. 1994 Absolutnie zwyczajny chaos)
- The Recital (1990)
- Nickel Malley (1991)
- Walk Two Moons (1994) (wyd. pol. 1997 Dwa obroty Księżyca)
- Pleasing the Ghost (1996)
- Chasing Redbird (1997) (wyd. pol. 1999 W pogoni za czerwonym ptakiem)[1]
- Bloomability (1999)
- The Wanderer (2000)
- Fishing in the air (2000)
- Love That Dog (2001)
- A Fine, Fine School (2001)
- Ruby Holler (2002)
- Granny Torrelli Makes Soup (2003)
- Heartbeat (2004)
- Replay (2005)
- Who’s That Baby (2005)
- The Castle Corona (2007)